# 페터르 더프리스
페터르 더프리스(Peter De Vries, 1910년 2월 27일 ~ 1993년 9월 28일)는 풍자적인 재치로 유명한 미국의 편집자 이자 소설가이다. 그는 철학자 대니얼 데닛에 의해 "아마도 종교에 관한 가장 재미있는 작가"로 알려져 있다.

## 생애
그는 1910년 일리노이주 시카고에서 태어나서, 네덜란드계 기독교 개혁교회 학교에서 교육을 받았으며 1931년 미시간주 그랜드 래피즈에 있는 캘빈 대학교을 졸업했다. 그는 또한 노스웨스턴 대학교에서 공부했다. 그는 자동판매기 운영자, 사과 토피 판매원, 1930년대 라디오 배우, 1938년부터 1944년까지 Poetry 잡지 편집자 등 다양한 직업으로 생계를 이어왔었다. 제2차 세계 대전 동안 그는 미 해병대에서 복무하여 대위 계급을 획득하고 전략사무국 (OSS)에 파견되었다. 그가 군대에서 보낸 시간이나 CIA의 전신인 비밀 조직에서 보낸 시간에 대해서는 알려진 바가 거의 없다.
미국 작가 제임스 서버의 도움으로 New Yorker 잡지의 직원에 합류하여 1944년부터 1987년까지 그곳에서 일하면서 이야기를 쓰고 만화 캡션을 수정했다. 다작 작가인 그는 단편 소설, 평론, 시, 수필, 희곡, 단편 소설, 23편의 소설을 썼다. 그의 소설로 만든 영화로는 성공적인 브로드웨이 연극인 사랑의 터널 (1958)이 있다. 나는 어떻게 당신을 사랑합니까? (1970, Let Me Count the Ways 기반); Pete 'n' Tillie (1972, Witch's Milk를 기반으로 함); 그리고 브로드웨이 연극에 영감을 준 Reuben, Reuben (1983), Spofford . 그 이전인 1952년에 그는 1952년 브로드웨이 가극 New Faces의 집필에도 기여했다. 그는 50년 동안 성공을 누렸지만 그의 모든 소설은 그가 죽을 때까지 절판되었다.
제임스 브래트는 더프리스를 "세속적인 세상의 에레미아 그리고 유행의 첨담을 가는 배교자 CRC 선교사"로 묘사한다.

## 개인 생활
더프리스는 1943년 Poetry 잡지에서 상을 받았을 때 미래의 아내이자 시인이자 작가인 Katinka Loeser를 만났다. 부부는 1948년 코네티컷주 웨스트포트 로 이사했다. 그들은 아들 Derek과 Jon, 딸 Jan과 Emily의 네 자녀의 부모였다. Emily는 백혈병과 2년 동안 투병 끝에 1960년 10세의 나이로 사망했다. 이 경험은 그의 1961년 작품인 The Blood of the Lamb에 영감을 주었다. 그의 아들 Jon 은 American Gangster 와 같은 영화에 출연한 배우다. 사라, 플레인 및 키 ; 그리고 스카이락 ; 뿐만 아니라 Blue Bloods, Boardwalk Empire 및 Star Trek: Next Generation 과 같은 쇼의 에피소드 텔레비전. 그의 딸 Jan은 동종 요법 의학에서 신비로운 아메리카 원주민의 전설인 샤머니즘에 이르기까지 관심과 활동이 다양한 작가이자 편집자이자 심리 상담가였으며 1997년 52세의 나이에 암으로 사망했다.
부인 카티카는 1991년에 사망했다. 더프리스는 1993년 9월 28 일 코네티컷의 Norwalk 병원에서 83세의 나이로 사망했다. 그와 그의 아내, 딸은 코네티컷주 웨스트포트 에 있는 윌로우브룩 묘지에 묻혔다.

## 명예
더프리스는 1979년에 Susquehanna University에서 명예 학위를 받았다. 1983년 5월 미국 문학 아카데미 회원으로 선출되었다.

## 작품
- - But Who Wakes the Bugler? (1940)
  - The Handsome Heart (1943)
  - Angels Can't Do Better (1944)
  - No But I Saw the Movie (1952)
  - The Tunnel of Love (1954)
  - Comfort Me with Apples (1956)
  - The Mackerel Plaza (1958)
  - The Tents of Wickedness (1959)
  - Through the Fields of Clover (1961)
  - The Blood of the Lamb (1961)
  - Reuben, Reuben (1964)
  - Let Me Count the Ways (Little, Brown and Co., 1965)
  - The Vale of Laughter (1967)
  - The Cat's Pajamas (1968)
  - Witch's Milk (1968)
  - Mrs. Wallop (1971)
  - Into Your Tent I'll Creep (1971)
  - Without a Stitch in Time (1972)
  - Forever Panting (1973)
  - The Glory of the Hummingbird (1974)
  - I Hear America Swinging (1976)
  - Madder Music (1977)
  - Consenting Adults; or, The Duchess Will Be Furious (1980)
  - Sauce for the Goose (1981)
  - Slouching Towards Kalamazoo (1983)
  - The Prick of Noon (1985)
  - Peckham's Marbles (1986)